# Benedikcionál
Benedikcionál (z latinského benedictio) je liturgická kniha římskokatolické církve obsahující liturgické texty pro obřady žehnání. V potridentském římském rituálu tvořily tyto obřady samostatnou kapitolu. Z úprav po druhém vatikánském koncilu rituál vyšel rozdělený do řady svazků a benedikcionál je jedním z nich.

## Vydání

### Latinská
- Rituale Romanum ex decreto Sacrosancti oecumenici concilii Vaticani II instauratum, auctoritate Ioannis Pauli II promulgatumː De benedictionibus. [s.l.]: Typis Vaticanis, 1984. 540 s. Dostupné online.

### Česká
- Benedikcionál. Olomouc: Liturgická komise České biskupské konference v nakl. Matice cyrilometodějská, 1994. 240 s. (schválení pro dočasné užívání, Prot. 724/93/L)
- Obřady žehnáníː Římský rituál nově uspořádaný podle ustanovení Druhého vatikánského koncilu, vydaný papežem Pavlem VI. [sic]. Praha: Karmelitánské nakladatelství, 2013. 608 s. ISBN 978-80-7195-647-1. (schválení Prot. CD. 752/90)